# Битва за Пешавар (1834)
Битва за Пешавар — сражение между сикхами и афганцами произошедшее 6 мая 1834 года.
В ходе Афгано-сикхской войны Пешавар дважды переходил из рук в руки. Махараджа Ранджит Сингх послал генерала Хари Сингха Налву, чтобы захватить город. После краткой битвы Хари Сингх Налва заставил султана Мохаммада-хана покинуть город. Большой отряд афганцев, под предводительством его брата Дост Мохаммад-хана, прибывший на помощь отступил так и не вступив в бой. Хари Сингх Налва назначил султана Мохаммада-хана в качестве губернатора города как вассала Махараджи Ранджит Сингха.